# Eunidia pseudannulicornis
Eunidia pseudannulicornis là một loài bọ cánh cứng trong họ Cerambycidae.